# Frösön
Frösön ([frøːsøːn], jamtlandico: [fɾøːsœʏːa] lit. isla de Frey) es una pequeña isla del lago Storsjön situada al oeste de la ciudad de Östersund en Jämtland. En algunas épocas esta isla fue el centro regional de Jämtland.
Frösön es donde se ubica la "Frösöstenen", la piedra rúnica más septentrional del mundo, que data de 1030-1050 AD. Frösön fue un Köping (división administrativa) independiente hasta 1974, año en que se fusionó con Östersund.
La isla lleva el nombre de Freyr, el dios nórdico de la fecundidad y el amor.

## Galería

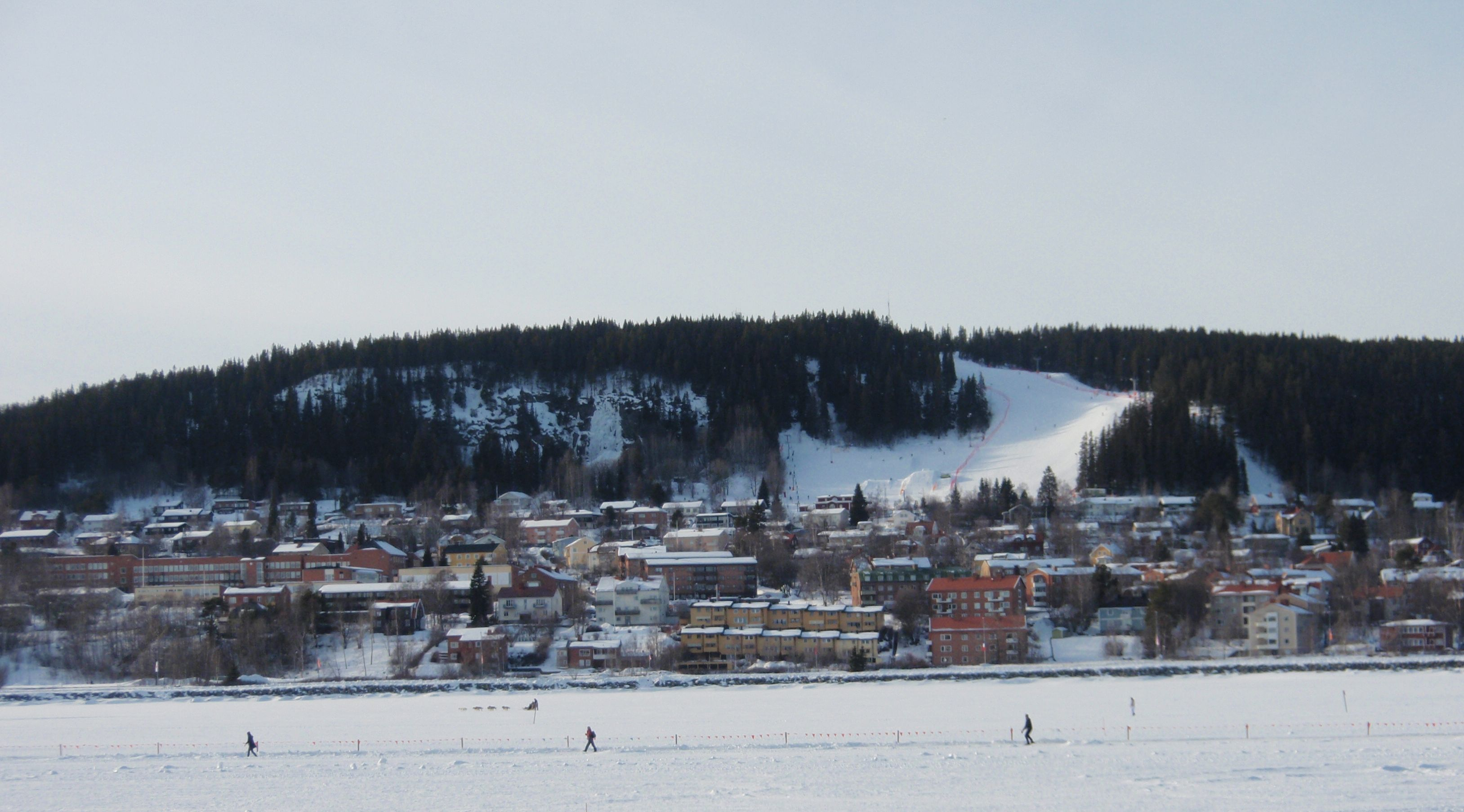
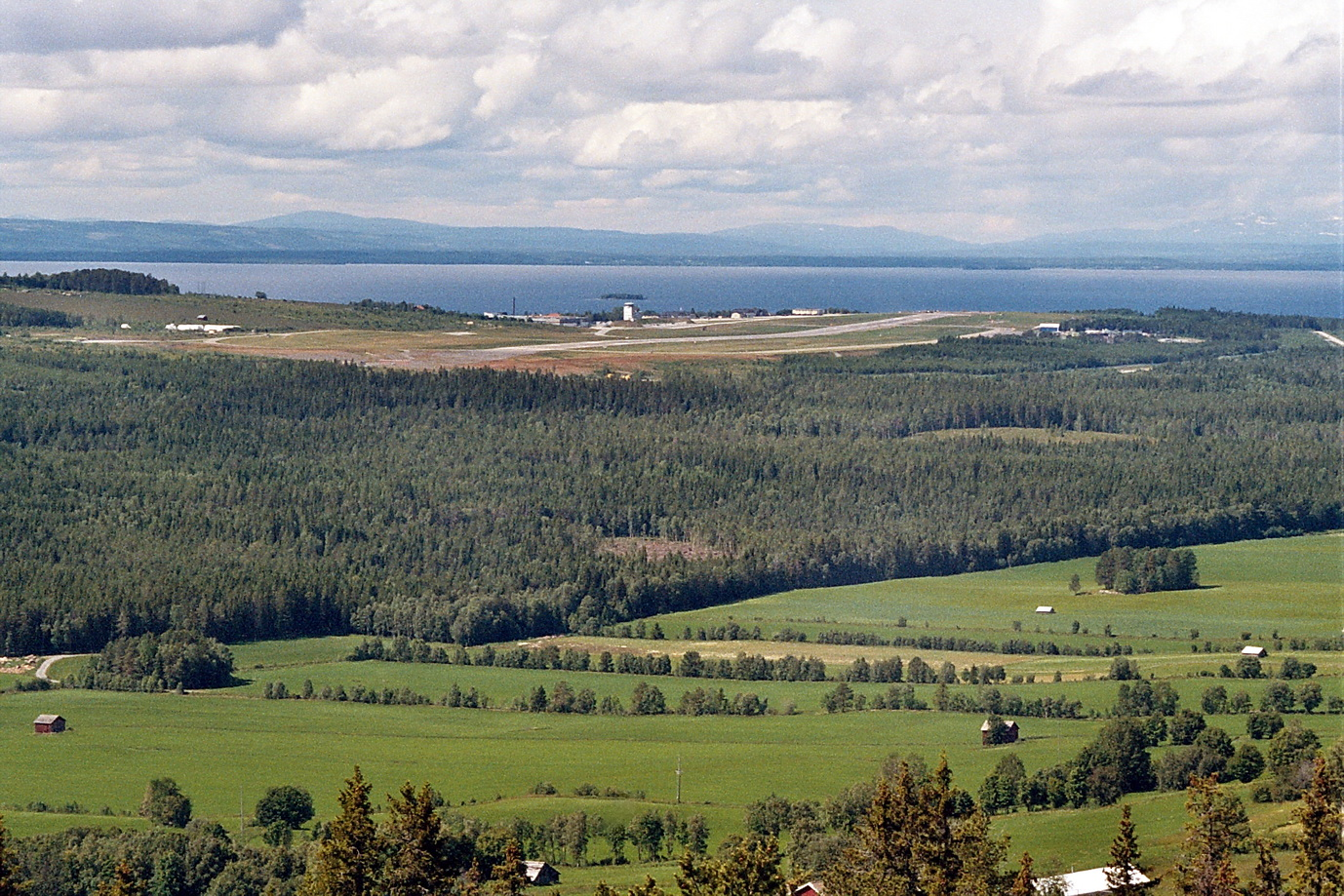
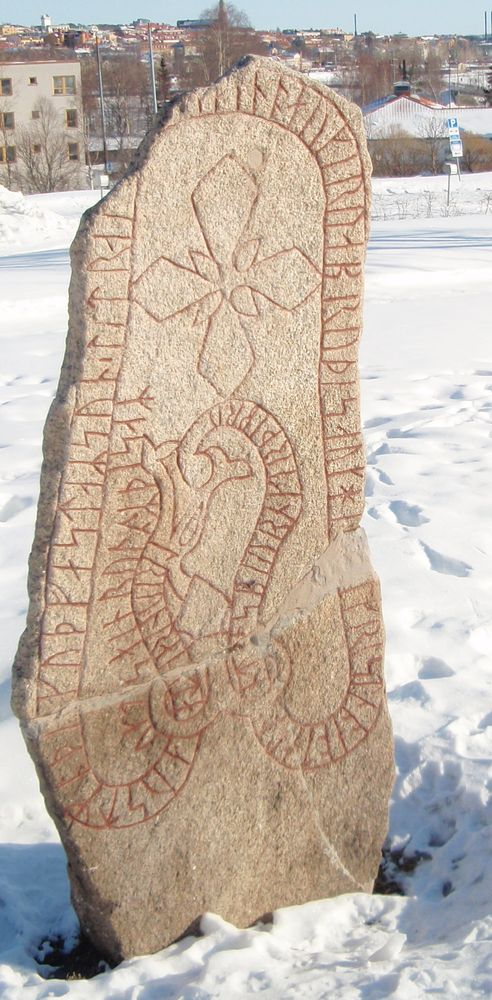
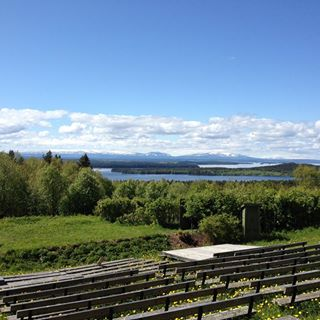